# Combate de Paso Ipohy
La Batalla de Paso Ipohy o Paso Po'i fue un ataque sorpresa de las tropas paraguayas contra las vanguardias brasileñas en la Guerra del Paraguay. Fue una victoria paraguaya, demostrando la superioridad de los guaraníes en las acciones tácticas de sorpresa. Los aliados tuvieron más de 400 bajas contra un número insignificante de caídos en el bando paraguayo.

## Resumen de la Batalla
El Mariscal Francisco Solano López, viendo que podía dar un golpe de mano a la vanguardia brasileña apostada en el Paso Ipohy, cerca del Tebicuary, ordenó a uno de sus mejores oficiales, el Coronel Valois Rivarola, que organizara una operación sorpresa. Rivarola seleccionó al Capitán Eduardo Vera y a 150 de sus mejores hombres y se lanzaron ocultos, nadando en medio de pantanales y charcos, se adentraron en las tiendas brasileñas, ocupadas por un batallón de Voluntarios de la Patria. Dada la orden, los paraguayos que estaban ligeramente ataviados y con sables y machetes como su única arma, atacaron a los brasileños. Fue una sorpresa absoluta y las tropas de Eduardo Vera pudieron derrotar a casi 400 enemigos, huyendo sin perder hombres. Los brasileños se recuperaron de la sorpresa y comprendiendo que los paraguayos se aproximaron a ellos a través de las lagunas y pantanos próximos a sus tiendas, intentaron perseguirlos. A algunos consiguieron alcanzar con sus fusiles, siendo esas las pocas bajas paraguayas de la acción. Pero los brasileños, creyendo que podrían emboscar a los paraguayos en retirada, se acercaron en demasía y fueron repelidos por la artillería paraguaya, que se encontraba oculta muy próxima del lugar.
La victoria paraguaya fue tan resonante que el Mariscal ordenó premiar con 20 pesos a cada paraguayo que participó y el doble para los oficiales. Eduardo Vera fue ascendido al rango de Mayor y Valois Rivarola fue felicitado por la excelente operación que planificó.
Los aliados, perplejos, buscaron culpables pero pronto Mitre y Caxias admitieron que en realidad, la victoria paraguaya solo podía explicarse por la gran tenacidad de los hombres del Ejército Paraguayo.